# Giovanni Crisostomo Javelli
Giovanni Crisostomo Javelli, né en 1470 à San Giorgio Canavese et mort en 1538 à Bologne, est un philosophe et théologien dominicain de la Renaissance italienne.

## Biographie
Giovanni Crisostomo Javelli enseigna longtemps au Studium de Bologne (1507-1519), et il y composa des commentaire à la plupart des œuvres d'Aristote, et défendit la lecture thomiste de celles-ci. En éthique, il semblait préférer Platon à Aristote comme plus proche des valeurs chrétiennes. La principale polémique de sa carrière fut contre l'averroïste padouan Pietro Pomponazzi et la réfutation du De immortalitate animae de ce dernier. Son commentaire à la Métaphysique d'Aristote a eu une grande influence sur la scolastique espagnole postérieure.

## Œuvres
- Solutiones rationum animi mortalitatem probantium, 1519.
- Tractatus de animæ humanae indeficientia, 1536.
- Epitome in Ethicen, hoc est, moralem Platonis philosophiam ed Epitome in Politicam, hoc est civilem Platonis philosophiam, 1536.
- Logicæ Compendium, 1572.
- Opera, vol. 1, Lugduni, Charles Pesnot, Antoine Blanc, 1580 (lire en ligne)
- Opera, vol. 2, Lugduni, Charles Pesnot, Antoine Blanc, 1580 (lire en ligne)
- Opera, vol. 3, Lugduni, Charles Pesnot, Antoine Blanc, 1580 (lire en ligne)
- Expositio in primum tractatum primæ partis D. Thomæ et Expositio super tractatum de Trinitate primæ partis D. Thomæ, 1596.